# Neochóri (Sámos)
Neochóri, en grec moderne : Νεοχώρι, est un village du dème de Sámos-Ouest, sur l'île de Sámos, en  Grèce.
Selon le recensement de 2011, la population du village compte 62 habitants.